# Jean Capeille
Jean Capeille (Vernet, Conflent, 1872 — La Tor de França, Fenolleda, 1935) fou un sacerdot i historiador nord-català. Fou vicari a Millars, a Prada i a Ceret, rector de la Guingueta d'Ix, vicari a la parròquia de Sant Jaume de Perpinyà, rector de Banyuls dels Aspres i, finalment, rector degà de la Torre de França. Addicionalment a l'exercici de la seva missió religiosa es dedicà al llarg de la seva vida a la investigació històrica, destacant la seva obra Dictionnaire de Biographies Roussillonnaises (1914). És autor de monografies històriques com Étude historique sur Millas..., depuis les origines jusqu'à la Révolution (1900) i Histoire de la maison des chevaliers de Banyuls, barons de Nyer, marquis de Montferré (1132-1922) (1923). Col·laborà a les revistes La Semaine Religieuse, Revue Catalane, Revue d'Histoire et d'Archéologie du Roussillon, Revue Historique et Littéraire du Diocèse de Perpignan, etc.